# Festivali i Këngës 57
El Festivali i Këngës 57 fue el festival musical anual organizado por la RTSH albanesa para seleccionar la canción que representará a Albania en el Festival de la Canción de Eurovisión 2019 que tendrá lugar en Tel Aviv, Israel. La canción ganadora fue "Ktheju tokës", interpretada por Jonida Maliqi.

## Proceso de selección
El 16 de mayo de 2018, apenas unos días después de haberse celebrado la final de Eurovisión 2018, la RTSH abrió el proceso de selección de la canción que representaría al país en la siguiente edición del festival, convocando el Festivali i Këngës 57. El proceso de presentación de las canciones se cerró el 30 de junio de 2018.

### Temas seleccionados
La lista de temas que participarían finalmente en el FIK fue revelada el 17 de octubre de 2018. 
| Artista                       | Canción                  | Compositor                    | Letrista        |
| ----------------------------- | ------------------------ | ----------------------------- | --------------- |
| Alar Band                     | "Dashuria nuk mjafton"   | Elgit Doda                    | Klea Huta       |
| Artemisa Mithi & Febi Shkurti | "Dua ta besoj"           | Febi Shkurti                  | Febi Shkurti    |
| Aurel Thëllimi                | "Të dua ty"              | Ardita Bufaj & Aurel Thëllimi | Aurel Thëllimi  |
| Bojken Lako                   | "Jeto jetën"             | Bojken Lako                   | Xhevdet Bajraj  |
| Bruno Pollogati               | "Nuk ka stop"            | Bruno Pollogati               | Endrit Mumajesi |
| Dilan Reka                    | "Karma"                  | Gridi Kraja                   | Florian Zykaj   |
| Eliza Hoxha                   | "Peng"                   | Eliza Hoxha                   | Eliza Hoxha     |
| Elona Islamaj                 | "Në këtë botë kalimtarë" | Elona Islamaj                 | Elona Islamaj   |
| Elton Deda                    | "Qetësisht"              | Elton Deda                    | Elton Deda      |
| Eranda Libohova               | "100 pyetje"             | Genti Myftaraj                | Pandi Laço      |
| Gjergj Leka                   | "Një ditë tjetër"        | Gjergj Leka                   | Gjergj Leka     |
| Jonida Maliqi                 | "Ktheju tokës"           | Eriona Rushiti                | Eriona Rushiti  |
| Kelly                         | "A më ndjen"             | Kelly                         | Kelly           |
| Klinti Çollaku                | "Me jetë"                | Endrit Shani                  | Pandi Laço      |
| Klodiana Vata                 | "Mbrëmje e pafund"       | Edmond Zhulali                | Jorgo Papingji  |
| Kujtim Prodani                | "Babela"                 | Kujtim Prodani                | Kujtim Prodani  |
| Lidia Lufi                    | "Rrëfehem"               | Enis Mullaj                   | Lidia Lufi      |
| Lorela Sejdini                | "Vetmi"                  | Lorela Sejdini                | Lorela Sejdini  |
| Marko Strazimiri & Imbro      | "Leyla"                  | Adrian Hila                   | Adrian Hila     |
| Mirud                         | "Nënë"                   | Elhaida Dani                  | Durim Morina    |
| Orgesa Zaimi                  | "Hije"                   | Gentian Lako                  | Gentian Lako    |
| Soni Malaj                    | "Më e fortë"             | Irkenc Hyka                   | Lindon Berisha  |
| Vikena Kamenica               | "Natën e mirë"           | Vikena Kamenica               | Vikena Kamenica |

1. ↑  El 3 de diciembre de 2018, se anunció que Vikena Kamenica se retiraría del Festivali i Këngës 57. Artemisa Mithi y Febi Shkurti fueron sus sustitutas.[2]

#### Semifinales
En esta edición se produjo un cambio en las normas de las semifinales: todas las canciones serían interpretadas dos veces. El 20 de diciembre de 2018, todas las actuaciones fueron interpretadas junto a la RTSH Symphonic Orchestra, mientras que el día 21 de diciembre se interpretaron las versiones finales de cada tema.
| 1  | Bojken Lako                   | "Jeto jetën"             |
| 2  | Alar Band                     | "Dashuria nuk mjafton"   |
| 3  | Lidia Lufi                    | "Rrëfehem"               |
| 4  | Kujtim Prodani                | "Babela"                 |
| 5  | Gjergj Leka                   | "Një ditë tjetër"        |
| 6  | Dilan Reka                    | "Karma"                  |
| 7  | Mirud                         | "Nënë"                   |
| 8  | Soni Malaj                    | "Më e fortë"             |
| 9  | Jonida Maliqi                 | "Ktheju tokës"           |
| 10 | Elton Deda                    | "Qetësisht"              |
| 11 | Elona Islamaj                 | "Në këtë botë kalimtarë" |
| 12 | Klodiana Vata                 | "Mbrëmje e pafund"       |
| 13 | Klinti Çollaku                | "Me jetë"                |
| 14 | Artemisa Mithi & Febi Shkurti | "Dua ta besoj"           |
| 15 | Kelly                         | "A më ndjen"             |
| 16 | Bruno Pollogati               | "Nuk ka stop"            |
| 17 | Marko Strazimiri & Imbro      | "Leyla"                  |
| 18 | Lorela Sejdini                | "Vetmi"                  |
| 19 | Eliza Hoxha                   | "Peng"                   |
| 20 | Eranda Libohova               | "100 pyetje"             |
| 21 | Aurel Thëllimi                | "Të dua ty"              |
| 22 | Orgesa Zaimi                  | "Hije"                   |

| 1  | Jonida Maliqi                 | "Ktheju tokës"           |
| 2  | Artemisa Mithi & Febi Shkurti | "Dua ta besoj"           |
| 3  | Mirud                         | "Nënë"                   |
| 4  | Klodiana Vata                 | "Mbrëmje e pafund"       |
| 5  | Lidia Lufi                    | "Rrëfehem"               |
| 6  | Marko Strazimiri & Imbro      | "Leyla"                  |
| 7  | Orgesa Zaimi                  | "Hije"                   |
| 8  | Elona Islamaj                 | "Në këtë botë kalimtarë" |
| 9  | Bojken Lako                   | "Jeto jetën"             |
| 10 | Elton Deda                    | "Qetësisht"              |
| 11 | Eliza Hoxha                   | "Peng"                   |
| 12 | Gjergj Leka                   | "Një ditë tjetër"        |
| 13 | Kujtim Prodani                | "Babela"                 |
| 14 | Aurel Thëllimi                | "Të dua ty"              |
| 15 | Soni Malaj                    | "Më e fortë"             |
| 16 | Lorela Sejdini                | "Vetmi"                  |
| 17 | Klinti Çollaku                | "Me jetë"                |
| 18 | Alar Band                     | "Dashuria nuk mjafton"   |
| 19 | Kelly                         | "A më ndjen"             |
| 20 | Dilan Reka                    | "Karma"                  |
| 21 | Eranda Libohova               | "100 pyetje"             |
| 22 | Bruno Pollogati               | "Nuk ka stop"            |

     Finalista

#### Final
La final fue celebrada el 22 de diciembre de 2018. En ella se interpretaron los 14 temas que habían sido seleccionados en las semifinales que tuvieron lugar los días previos.
| Final – 22 de diciembre de 2018 | Final – 22 de diciembre de 2018 | Final – 22 de diciembre de 2018 | Final – 22 de diciembre de 2018 | Final – 22 de diciembre de 2018 | Final – 22 de diciembre de 2018 | Final – 22 de diciembre de 2018 | Final – 22 de diciembre de 2018 | Final – 22 de diciembre de 2018 | Final – 22 de diciembre de 2018 | Final – 22 de diciembre de 2018 | Final – 22 de diciembre de 2018 | Final – 22 de diciembre de 2018 | Final – 22 de diciembre de 2018 |
| Orden                           | Artista                         | Canción                         | H. Zaharjan                     | A. Marku                        | R. Nishliu                      | A. Krajka                       | P. Kuke                         | O. Toqi                         | R. Dilo                         | S. Kushta                       | D. Çene                         | Total                           | Lugar                           |
| ------------------------------- | ------------------------------- | ------------------------------- | ------------------------------- | ------------------------------- | ------------------------------- | ------------------------------- | ------------------------------- | ------------------------------- | ------------------------------- | ------------------------------- | ------------------------------- | ------------------------------- | ------------------------------- |
| 1                               | Marko Strazimiri & Imbro        | "Leyla"                         | 14                              | 18                              | 19                              | 15                              | 18                              | 10                              | 25                              | 12                              | 11                              | 142                             | 8                               |
| 2                               | Gjergj Leka                     | "Një ditë tjetër"               | 20                              | 12                              | 10                              | 20                              | 11                              | 14                              | 11                              | 15                              | 18                              | 131                             | 10                              |
| 3                               | Elton Deda                      | "Qetësisht"                     | 18                              | 17                              | 17                              | 19                              | 14                              | 15                              | 17                              | 19                              | 20                              | 156                             | 7                               |
| 4                               | Eranda Libohova                 | "100 pyetje"                    | 22                              | 22                              | 22                              | 25                              | 19                              | 17                              | 18                              | 11                              | 25                              | 181                             | 3                               |
| 5                               | Jonida Maliqi                   | "Ktheju tokës"                  | 19                              | 30                              | 30                              | 18                              | 30                              | 19                              | 30                              | 30                              | 22                              | 228                             | 1                               |
| 6                               | Eliza Hoxha                     | "Peng"                          | 11                              | 16                              | 20                              | 12                              | 15                              | 13                              | 14                              | 10                              | 16                              | 127                             | 11                              |
| 7                               | Orgesa Zaimi                    | "Hije"                          | 10                              | 14                              | 16                              | 13                              | 13                              | 12                              | 13                              | 18                              | 12                              | 121                             | 13                              |
| 8                               | Bojken Lako                     | "Jeto jetën"                    | 12                              | 15                              | 25                              | 10                              | 16                              | 16                              | 16                              | 13                              | 15                              | 138                             | 9                               |
| 9                               | Soni Malaj                      | "Më e fortë"                    | 17                              | 19                              | 18                              | 17                              | 20                              | 18                              | 15                              | 25                              | 17                              | 166                             | 5                               |
| 10                              | Artemisa Mithi & Febi Shkurti   | "Dua ta besoj"                  | 13                              | 13                              | 12                              | 11                              | 10                              | 11                              | 19                              | 14                              | 10                              | 113                             | 14                              |
| 11                              | Dilan Reka                      | "Karma"                         | 16                              | 25                              | 14                              | 14                              | 25                              | 22                              | 22                              | 17                              | 14                              | 169                             | 4                               |
| 12                              | Alar Band                       | "Dashuria nuk mjafton"          | 15                              | 11                              | 11                              | 16                              | 12                              | 20                              | 10                              | 16                              | 13                              | 124                             | 12                              |
| 13                              | Lidia Lufi                      | "Rrëfehem"                      | 30                              | 20                              | 15                              | 30                              | 22                              | 30                              | 20                              | 22                              | 30                              | 219                             | 2                               |
| 14                              | Klinti Çollaku                  | "Me jetë"                       | 25                              | 10                              | 13                              | 22                              | 17                              | 25                              | 12                              | 20                              | 19                              | 163                             | 6                               |

1. ↑  Marko Strazimiri & Imbro tuvieron que volver a interpretar su tema al finalizar el resto de actuaciones, debido a problemas técnicos durante su interpretación inicial.
2. ↑  Eranda Libohova tuvo que volver a interpretar su tema al finalizar el resto de actuaciones, debido a problemas técnicos durante su interpretación inicial.